# كلايد إي. إليوت
كلايد إي. إليوت (بالإنجليزية: Clyde E. Elliott)‏ هو منتج أفلام ومخرج أمريكي، ولد في 23 يوليو 1885 في أورد في الولايات المتحدة، وتوفي في 12 يونيو 1959 في لوس أنجلوس في الولايات المتحدة.

## وصلات خارجية
- كلايد إي. إليوت على موقع IMDb (الإنجليزية)
- كلايد إي. إليوت على موقع أول موفي (الإنجليزية)
- كلايد إي. إليوت على موقع قاعدة بيانات الأفلام السويدية (السويدية)
- كلايد إي. إليوت على موقع قاعدة بيانات الفيلم (الإنجليزية)
- كلايد إي. إليوت على موقع كينوبويسك (الروسية)